# سعدان ليلي نانسي ما
سعدان ليلي نانسي ما (الاسم العلمي : Aotus nancymaae) هو نوع من القرود الليلية في أمريكا الجنوبية. تقطن في البرازيل والبيرو.
من المعروف في مجال البحوث الطبية باعتباره كائن نموذجي لدراسة مستضد دافي. تم العثور على قرود نانسي ما الليلية أيضًا لتغيير نمط تطوري في هرمون الأوكسيتوسين. كان يعتقد أن جميع الثدييات المشيمية لديها نفس سلسلة الأحماض الأمينية OXT حتى اكتشاف تغيير في قرد العالم الجديد هذا وغيره.